# Колетт (фильм)
«Коле́тт» (англ. Colette) — биографическая драма режиссёра Уоша Уэстмоленда по сценарию, написанному им совместно с Ричардом Глацером и Ребеккой Линкиевич на основе жизни французской писательницы Колетт. Главные роли в фильме исполняют Кира Найтли, Доминик Уэст, Элеонор Томплинсон и Дениз Гоф.

## Сюжет
Дерзкая и талантливая Колетт пишет гениальные произведения, которые её муж Вилли, посредственный писатель, выдаёт за свои. Книги становятся бестселлерами, а богемная пара превращается в сенсацию высшего света Парижа. Но когда Вилли пытается заставить Колетт написать ещё один роман, она начинает борьбу за творческую свободу, бросая вызов общественным понятиям о литературе, моде и сексуальности.

## В ролях
- Кира Найтли — Габриэль Колетт
- Доминик Уэст — Анри-Готье Виллар, муж Колетт
- Элеонор Томлинсон — Георгия Рауль-Дуваль
- Аийша Харт — Полер
- Фиона Шоу — Сидо
- Дениз Гоф — Матильда де Морни (Мисси)
- Роберт Пью — Джулс
- Ребекка Рут — Рашильд
- Джейк Граф — Гастон-Арман де Кайавет
- Джулиан Уэдэм — Оллендорфф
- Полина Литвак — Лили
- Кэролайн Болтон — Флосси

## Производство
В феврале 2016 года было объявлено, что Кира Найтли исполнит главную роль в фильме, режиссурой которого займётся Уош Уэстморленд по сценарию, написанному совместно с его творческим партнёром и супругом Ричардом Глацером. В мае 2017 года к актёрскому составу присоединились Доминик Уэст, Дениз Гоф, Фиона Шоу, Роберт Пью и Ребекка Рут. В июне того же года к касту присоединились Элеонор Томлинсон и Аийша Харт.

## Релиз
Мировая премьера фильма состоялась 20 января 2018 года на кинофестивале Сандэнс. Вскоре после этого Bleecker Street, 30West и Lionsgate приобрели права на распространение фильма в США и Великобритании. Релиз в США состоялся 21 сентября 2018 года.

## Критика
Фильм получил в целом позитивную реакцию от критиков. На сайте-агрегаторе Rotten Tomatoes картина имеет рейтинг 87% на основании 231 критических отзывов.